# Васіліс Лакіс
Васіліс Лакіс (грец. Βασίλης Λάκης, нар. 10 вересня 1976, Салоніки) — грецький футболіст, що грав на позиції правого флангового півзахисника.
Значну частину кар'єри провів у АЕКу, за який провів понад 200 матчів та став дворазовим володарем Кубка Греції. Крім того виступав ще за ряд грецьких клубів та англійський «Крістал Пелес», а також національну збірну Греції, у складі якої став чемпіоном Європи 2004 року.

## Клубна кар'єра
У дорослому футболі дебютував 1992 року у 16-річному віці виступами за «Наусу», взявши участь в 9 іграх сезону 1992-93, а його команда стала переможцем Бета Етнікі та вийшла в елітний грецький дивізіон. Незважаючи на вихід в Альфа Етнікі, 17-річний Васіліс став одним з основних гравців «Науси», зігравши у 17 матчах чемпіонату, в яких забив 2 голи. Щоправда команда за сезон здобула лише 5 перемог в 34 матчах і вилетіла назад в Бета Етнікі, де Лакіс продовжив виступати. Всього за свою першу команду півзахисник провів три з половиною сезони, взявши участь у 67 матчах чемпіонату.
На початку 1996 року перейшов в «Паніліакос», де провів наступні два з половиною сезони, будучи основним гравцем команди.
Своєю грою за останню команду привернув увагу представників тренерського штабу АЕКа, до складу якого приєднався влітку 1998 року. Відіграв за афінський клуб наступні шість сезонів своєї ігрової кар'єри. За цей час виграв два Кубка Греції в сезонах 1999/00 і 2001/02, а в Кубку УЄФА 2001/02 вийшов з командою до четвертого раунду. Більшість часу, проведеного у складі клубу АЕК, був основним гравцем команди.
Влітку 2004 року Лакіс перейшов до складу новачка англійської Прем'єр-ліги «Крістал Пелес», але не зміг допомогти клубу врятуватися від вильоту з елітного дивізіону, після чого повернувся в АЕК, де провів ще два сезони.
Влітку 2007 року в клуб перейшов Рівалду, що змусило Лакіса покинути команду. 3 липня 2007 року він підписав контракт з клубом ПАОК. У його складі Лакіс став срібним призером і допоміг клубу вийти в Кубок Інтертото.
Завершив професійну ігрову кар'єру у клубі «Кавала», за яку виступав протягом сезон 2009–10 років.

## Виступи за збірну
Залучався до складу молодіжної збірної Греції, у складі якої був учасником молодіжного Євро-1998, де греки дійшли до фіналу.
18 серпня 1999 року дебютував в офіційних матчах у складі національної збірної Греції в товариській грі проти збірної Сальвадору (3:1). Перший гол забив у квітні 2000 року в товариській грі зі збірною Ірландії.
У складі збірної був учасником чемпіонату Європи 2004 року у Португалії, здобувши того року титул континентального чемпіона. На турнірі Васіліс зіграв в двох матчах: проти Португалії в групі і Франції у чвертьфіналі.
Наступного року брав участь у  Кубку конфедерацій 2005 року у Німеччині, де зіграв в одному матчі проти японців (0:1), проте його команда не забила жодного м'яча і зайняла останнє місце в групі.
Протягом кар'єри у національній команді, яка тривала 7 років, провів у формі головної команди країни 35 матчів, забивши 3 голи.

## Титули і досягнення
- Володар Кубка Греції (2):

АЕК: 1999-00, 2001-02
- Чемпіон Європи (1):

Греція: 2004